# Kommorienci
Kommorienci (łac. commorior, mori, mortuus – umierać równocześnie z inną osobą) – osoby, które mając status spadkobiercy (np. ojciec i syn) umierają w warunkach uniemożliwiających ustalenie, która z nich zmarła wcześniej. Kommorienci będący wzajemnymi spadkobiercami nie dziedziczą po sobie, ponieważ nie jest możliwe ustalenie, że dożyli chwili otwarcia spadku po pozostałych kommorientach.
Zgodnie z art. 32 polskiego kodeksu cywilnego jeżeli kilka osób utraciło życie podczas grożącego im wspólnie niebezpieczeństwa, domniemywa się, że zmarły jednocześnie. 